# اسماعیل کیتا
اسماعیل کیتا (انگلیسی: Ismaël Keïta؛ زادهٔ ۸ ژوئیهٔ ۱۹۹۰) بازیکن فوتبال اهل مالی است.
از باشگاه‌هایی که در آن بازی کرده است می‌توان به باشگاه فوتبال نانت، باشگاه فوتبال آنژه، و باشگاه فوتبال پاریس اشاره کرد.
وی همچنین در تیم ملی فوتبال مالی بازی کرده است.